# Giovanni Verga
Giovanni Verga   (Catània, 2 de setembre de 1840 - Catània, 27 de gener de 1922) fou un novel·lista italià. La figura més gran del verisme, les seves obres van ser molt llegides i va obtenir el reconeixement dels crítics. En la seva narrativa aplica rigorosament el concepte verista d'impersonalitat en l'obra d'art.
És autor tant de contes (Novelle rusticane) com de novel·les (Mastro don Gesualdo), centrats en la vida rural o provinciana i en les classes pobres. La seva obra mestra és I Malavoglia (en la qual Luchino Visconti es va basar per a la seva pel·lícula La terra tremola), d'estructura coral, que narra l'enfonsament d'una miserable família siciliana de pescadors. El relat Rosso Malpelo és d'una de les seves obres més aconseguides. És l'autor de Cavalleria Rusticana, que va inspirar al compositor Pietro Mascagni per a compondre l'òpera del mateix nom.

## Obres traduïdes al català
- Els Malànima (títol original: I Malavoglia, 1881)
- La cavalleria rusticana (títol original: Cavalleria rusticana, 1884)
- Narracions sicilianes (títol original: Novelle rusticane, 1883)
- Vida dels camps (títol original: Vita dei campi, 1880)